# Конопелько, Леонид Алексеевич
Леонид Алексеевич Конопелько (р. 5 сентября 1941, Сталинград) — российский учёный в области метрологии. Доктор технических наук (1997), профессор (1999).

## Биография
Окончил оптический факультет ЛИТМО по специальности «оптико-физические приборы» (1964).
В 1964—1967 годах работал в военном учреждении. С 1967 года — во ВНИИ метрологии им. Д. И. Менделеева (ВНИИМ): старший инженер, начальник лаборатории государственных эталонов в области аналитических измерений, руководитель научно-исследовательского отдела государственных эталонов в области физико-химических измерений.
Основные научные интересы в области: химико-аналитических измерений, экологического приборостроения, обеспечения метрологической прослеживаемости в химико-аналитических измерениях и др.
Под его руководством созданы:
- государственный первичный эталон удельной электрической проводимости жидкостей, являющейся одной из основных электрохимических характеристик жидких сред;
- государственный первичный эталон единицы молярной доли и массовой концентрации компонентов в газовых средах, включающий 14 эталонных комплексов аппаратуры;
- государственный специальный эталон единицы массовой концентрации частиц в аэродисперсионных средах;
- государственный первичный эталон единицы показателя преломления газообразных веществ;
- исходная многофункциональная эталонная установка для аттестации высокоточных стандартных образцов органических супертоксикантов в растворах «Органика»;
- исходная многофункциональная эталонная установка для аттестации высокоточных стандартных образцов элементов в различных матрицах «Неорганика».
- уникальная аппаратурно-методическая база для обеспечения испытаний, калибровки, поверки всех основных типов химико-аналитических приборов, а также организовано промышленное производство поверочных газовых смесей в баллонах под давлением на 15 заводах-изготовителях РФ общим объёмом свыше 60000 баллонов в год.

### Должности
- Руководитель научно-исследовательского отдела государственных эталонов в области физико-химических измерений ВНИИ метрологии им. Д. И. Менделеева.
- Ученый хранитель Государственного первичного эталона единицы молярной доли компонентов в газовых средах.
- Председатель Технического Комитета 1.8 «Физико-химия» КООМЕТ (Евро-азиатское содружество государственных метрологических организаций).
- Полномочный представитель ВНИИМ в Консультативном комитете по количеству вещества в международном бюро мер и весов (BIPM, Севр (Франция).
- Эксперт по аккредитации Федеральной службы по аккредитации — Россаккредитации.
- Заведующий кафедрой «Экологическое приборостроение и мониторинг» (на базе ВНИИМ) Санкт-Петербургского государственного университета информационных технологий, механики и оптики.
- Заведующий кафедрой «Метрология в медицине, охране труда и обеспечения жизнедеятельности» в Академии стандартизации, метрологии и сертификации (Санкт-Петербургский филиал).
- Профессор кафедры «Измерительные информационные технологии» Санкт-Петербургского государственного политехнического университета.
- Главный метролог Комитета по здравоохранению администрации Санкт-Петербурга.
- Член Научного совета по аналитической химии РАН.
- Академик, член президиума Метрологической академии РФ и академик Международной академии наук экологии, безопасности человека и природы.

## Труды
Основные учебно-методические работы:
- Горелик Д. О., Конопелько Л. А., Панков Э. Д. Экологический мониторинг. Оптико-электронные приборы и системы: Учебник в 2-х томах. — СПб.: «Крисмас+», 1998. — I том — 735 с., II том — 592 с.
- Горелик Д. О., Конопелько Л. А., Ишанин Г. Г., Хворов Г. В. Экологический атлас г. Тольятти: Учебное пособие. — СПб.: НПО «Мониторинг», 1996. — 9 п. л.

Основные научные работы:
- Мониторинг загрязнения атмосферы и источников выбросов. Аэроаналитические измерения. — М.: Издательство стандартов (1992). — 433 с. (с соавторами)
- Газохроматографический анализ газов. — М.: «МОТМПЕКС» (1995). — 464 с. (с соавторами)
- Контроль химических и биологических параметров окружающей среды / Под редакцией Конопелько Л. А. — СПб.: Издательство «Эколого-аналитический информационный центр „Союз“», 1998. — 896 с.
- Метрология физико-химических измерений /Под ред. Л. А. Конопелько, М. С. Рожнова. — 580 с. — Санкт-Петербург, 2011.
- Другов Ю. С., Конопелько Л. А., Попов О. Г. Контроль загрязнений воздуха жилых помещений, офисов, административных и общественных зданий. — СПб.: Наука, 2013. — 302 с., 78 ил.

## Награды и почётные звания
- медаль ордена «За заслуги перед Отечеством» II степени (2002)[1]
- юбилейная медаль «300 лет Российскому флоту»
- Заслуженный метролог Российской Федерации (1997)
- знак «За заслуги в стандартизации» (1985)
- Лауреат премии Правительства РФ в области науки и техники (2000) «за создание и внедрение нового поколения государственных эталонов для метрологического обеспечения электрохимических измерений»[2]